# Frans Godert van Lynden van Hemmen (1761-1845)
Frans Godert baron van Lynden van Hemmen (ook wel Frans Godard) ('s-Gravenhage, 26 februari 1761 - aldaar, 18 april 1845) was een Nederlands politicus.

## Biografie
Van Lynden, lid van de familie van Lynden, studeerde recht in Utrecht en promoveerde daar in 1781. Van Lynden van Hemmen was een Gelderse ambtsheer. Hij was heer van Hemmen, eigenaar van het Kasteel Hemmen en werd in 1782 raadslid en later ook burgemeester van Zaltbommel. Evenals zijn vader (Willem Frans Godard van Lynden tot Hemmen) hoorde hij tot de entourage van stadhouder Willem V. Hij moest daarom in 1795 het land verlaten. Hij keerde in 1813 terug en ging daarna opnieuw bestuursfuncties vervullen. Na lid van de Notabelenvergadering te zijn geweest, was hij vanaf 1818 Eerste Kamerlid en president van de Hoge Raad van Adel. In 1822 erfde hij de adellijke titel baron. Hij had in 1831 zitting in een geheime grondwetscommissie. Volgens zijn "levensbericht" van de Maatschappij der Nederlandse Letterkunde was hij "in alle zijne betrekkingen even beminnelijk als eerbiedwaardig".

## Haarlemmermeer
In 1821 publiceerde Van Lynden van Hemmen het boek Verhandeling over de Droogmaking der Haarlemmer-Meer met daarin gedetailleerde plannen. Ondanks aanvankelijk negatieve reacties zoals van de wiskundige Jacob de Gelder, vormde Van Lyndens werk uiteindelijk de basis voor de daadwerkelijke droogmaking. Het stoomgemaal De Lynden en het dorp Lijnden (rond het gemaal) zijn daarom naar hem genoemd.

## Belmonte op de Wageningse Berg
Van Lynden verwierf bezittingen op de Wageningse Berg, aan weerszijden van de Holleweg. De bezittingen ten oosten van de Holleweg kwamen in 1834 in eigendom van zijn schoonzoon Thierry Juste baron de Constant Rebecque de Villars, die getrouwd was met zijn dochter Margaretha Johanna Wilhelmina barones van Lynden. Hij stichtte er het landgoed Belmonte. Jan David Zocher ontwierp in 1843 een park in de late landschapsstijl. De kleindochters Justine en Cecile verkochten in 1936 het landgoed aan de Stichting Het Geldersch Landschap. Na de Tweede Wereldoorlog werd op deze plaats het Belmonte Arboretum aangelegd.
- Biografisch Portaal: 60741012
- Digitale Bibliotheek voor de Nederlandse Letteren: lynd001
- Gemeinsame Normdatei: 173182585
- International Standard Name Identifier: 0000 0003 5722 3099
- Nederlandse Thesaurus van Auteursnamen: 07054834X
- Parlement.com: vg09llrx8q5f
- Système universitaire de documentation: 20176251X
- Virtual International Authority File: 195268220
- WorldCat: E39PBJgCQyxtYwhHJgrRXcT8md